# Ermina Odoardo
Ermina Luisa Odoardo Jähkel (Buenos Aires, Argentina, 8 de junio de 1923) fue la primera mujer en ejercer arquitectura en Santiago de Cuba.

## Primeros años
Sus padres, Rogelio Odoardo y Helen Jähkel, viajaron a Estados Unidos, cinco meses después de su nacimiento con motivo de su bautizo en La Habana, Cuba a donde residían sus abuelos paternos. La familia se instaló en Cuba en 1930. En 1940 Ermina Odoardo obtuvo el título de Bachiller en Letras y Ciencias. Entre 1940 y 1945 estudió arquitectura en la Universidad de La Habana.
En 1945 se estableció en la ciudad de Santiago de Cuba. En julio de 1960 se trasladó junto a su familia a Miami.

## Trayectoria
Odoardo es la primera mujer arquitecta en ejercer en Santiago de Cuba, su registro profesional en el Colegio de Arquitectos de Oriente es de 1948. Odoardo fundó junto a su marido, el arquitecto Ricardo Eguilior Perea el estudio Ermina Odoardo Ricardo Eguilior Arquitectos en la ciudad de Santiago de Cuba. Durante las décadas de los 40s y los 50s proyectaron más de 50 edificios de estilo racionalista, principalmente viviendas individuales. Además ejecutaron naves industriales y edificios comerciales. A mediados de los 50s realizaron la ampliación y planificación de la urbanización Vista Alegre.
Entre los proyectos que Odoardo realizó se pueden nombrar su vivienda propia, ubicada en Calle 19 esquina a Avenida Cebreco, en Vista Alegre y el proyecto por el cual obtuvo el tercer premio en el concurso para el proyecto del Palacio Municipal, en 1951.  La casa es proyecto de Odoardo y constituye un ejemplo novedoso del racionalismo al combinar volúmenes con planos rectos y curvos. Hoy la obra se encuentra intervenida con diversas modificaciones. Dentro de esta urbanización, llamada reparto, se ubican también las siguientes viviendas: en Calle 12 nº 206, en Avenida Manduley nº 301, en Calle 3 nº 202, en Anacaona nº 152. En el reparto Merrimac están las viviendas de Calle del Mirador, de Avenida Brooks y de Calle Rosell. Odoardo trabaja también en obras ubicadas en el Centro Histórico y en los repartos de Fomento, Terrazas, Veguita de Gala y Santa Bárbara.
Durante la década del 50 la urbanización Vista Alegre muestra una tendencia de crecimiento. La ampliación de Vista Alegre es planificada y ejecutada por Ermina Odoardo y Ricardo Eguilior a mediados de los años 50. En una de sus manzanas se incorpora, como nueva tipología residencial, el condominio, que constituye un ambiente urbano singular en la ciudad. En el reparto, a pesar de su carácter eminentemente residencial, se ubica el único edificio público, el Vista Alegre Tenis Club, actual Círculo Recreativo Orestes Acosta. El club, asimismo diseñado y construido por Odoardo y Eguilior en 1953, asume una expresión formal en correspondencia con postulados modernos. Se ubica en una de las manzanas centrales de la avenida principal y constituye un ejemplo relevante de la arquitectura moderna cubana de mediados de siglo XX.
En 1958 la revista Arquitectura de La Habana publica Una obra de los arquitectos Ermina Odoardo y Ricardo Equilior, donde se destaca la modernidad y funcionalidad de sus propuestas, su adecuación a las condiciones climáticas; todos ellos aspectos que forman parte de las discusiones de una época que define el carácter moderno de la arquitectura cubana.
El trabajo de Odoardo evidencia su dedicación y labor creativa por conferir a cada obra su propia personalidad. En ellas ensaya soluciones formales, funcionales y estructurales que expresan inquietudes personales en relación con la tecnología, los efectos plásticos y la integración de valores universales del Movimiento Moderno con elementos locales.

## Obras
Entre las obras más relevantes se encuentran:
- Compañía de Ron Bacardí.[3]
- Vista Alegre Tennis Club.
- Supermercado de Ferreiro.
- Droguería Mestre y Espinoza
- Hospital de la Liga Contra el Cáncer
- Edificio de Oficinas para Texaco
- Edificio de Laboratorios de la Refinería Texaco
- Edificio de Recreación para Empleados de Texaco
- Piscina en la playa Siboney
- Piscina en el Club Ciudamar
- Planificación del Reparto Merrimac
- Planificación de la Ampliación Reparto Vista Alegre